# Nikolaus Hanneken
Nikolaus Hanneken, auch Nicolaus (* 5. September 1639 in Marburg; † 1. März 1708 in Lübeck) war ein deutscher Arzt und Stadtphysicus von Lübeck.

## Leben
Nikolaus Hanneken war ein Sohn des Marburger Theologieprofessors und späteren Superintendenten in Lübeck Menno Hanneken. Er studierte Humanmedizin an den Universitäten Gießen, Leiden und Tübingen. In Tübingen freundete er sich mit Johann Jacob Schütz an. Am 7. August 1663 wurde er in Tübingen unter Vorsitz von Georg Balthasar Metzger zum Dr. med. promoviert. Nach einer dreijährigen Grand Tour, die ihn nach Italien führte, ließ er sich in Lübeck nieder und wurde hier 1677 zum zweiten und 1695 als Nachfolger von Johann Fitzmann zum ersten Stadtphysicus ernannt.
Sein Sohn Menno Nicolaus Hanneken (* 17. März 1682) wurde 1704 in Jena zum Dr. med. promoviert und praktizierte in Lübeck, wo er schon 1717 starb. Auch ein zweiter Sohn Menno Paul Hanneken (1677–1729) praktizierte als Arzt in Lübeck.

## Schriften
- Homo Oriens Sive, Disputatio De Vita Foetus In Utero. Gießen 1661
- De Pleuritide. Tübingen 1663